# フェルナンド・ゲレーロ
フェルナンド・アレハンデル・ゲレーロ・バスケス（Fernando Alexander Guerrero Vásquez, 1989年10月30日）は、エクアドル・キト出身の同国代表サッカー選手。CSエメレク所属。ポジションはミッドフィールダー。。

## 経歴

### クラブ
幼少時代に家族と共にスペインへ移籍し、16歳のときレアル・マドリードのカンテラに入団。レアル・マドリードCまで昇格したが出場機会に恵まれず、2008年に母国エクアドルのCSエメレクにレンタル移籍、2009年にはCAREインデペンディエンテ・デル・バージェに完全移籍した。
同クラブで活躍を見せたゲレーロは、2009年7月にプレミアリーグ・バーンリーFCのトライアルに参加する。そこでオーウェン・コイル監督に将来性を高く評価され、バーンリーへの移籍が決まった。契約は2009-10シーズン終了までのレンタル移籍だが、シーズン終了時の買い取りオプションが付帯している。
2016年6月22日、アスセンソMXのクルブ・レオネス・ネグロスUGからプリメーラAのLDUキトに移籍し母国復帰となった。

### 代表
2007年にパラグアイで開催された南米ユース選手権にU-20代表として出場。そこでの活躍が認められ、数日後、スウェーデンとの親善試合のためにエクアドル代表に追加招集され、初出場を果たした。

## 所属クラブ
- レアル・マドリードC 2007-2009

→  LDUロハ 2008 (loan)
→  CSエメレク 2008 (loan)
- CAREインデペンディエンテ・デル・バージェ 2009-2014

→  バーンリーFC 2009-2010 (loan)
→  ビジャレアルCF B 2011-2012 (loan)
- クルブ・レオネス・ネグロスUG 2015-2016

→  LDUキト 2016-2017
→  アソシアソン・シャペコエンセ・ジ・フチボウ 2017
→  LDUキト 2018
- CSエメレク 2019-